# 2016-os IIHF divízió I-es jégkorong-világbajnokság
A 2016-os IIHF divízió I-es jégkorong-világbajnokság A csoportjának mérkőzéseit Lengyelországban, eredetileg Krakkóban, majd végül Katowicében rendezték április 23. és 29. között. A B csoportjának mérkőzéseit Zágrábban, Horvátországban rendezték április 17. és 23. között. A vb-n 12 válogatott vett részt, a két csoportban 6–6.

## A csoport

### Résztvevők
A csoport
| Csapat        | Kvalifikáció módja                                               |
| ------------- | ---------------------------------------------------------------- |
| Ausztria      | A 2015-ös főcsoport 15. helyén végzett, kiesett.                 |
| Szlovénia     | A 2015-ös főcsoport 16. helyén végzett, kiesett.                 |
| Lengyelország | Rendező, a 2015-ös divízió I A csoportjának 3. helyén végzett.   |
| Japán         | A 2015-ös divízió I A csoportjának 4. helyén végzett.            |
| Olaszország   | A 2015-ös divízió I A csoportjának 5. helyén végzett.            |
| Dél-Korea     | A 2015-ös divízió I B csoportjának 1. helyén végzett, feljutott. |

### Tabella
| Hely. | Csapat            | M | Gy | HGy | HV | V | G+ | G– | Gk  | P  | Feljutás vagy kiesés     |
| ----- | ----------------- | - | -- | --- | -- | - | -- | -- | --- | -- | ------------------------ |
| 1.    | Szlovénia         | 5 | 4  | 0   | 0  | 1 | 18 | 8  | +10 | 12 | Feljutott a főcsoportba  |
| 2.    | Olaszország       | 5 | 3  | 0   | 0  | 2 | 11 | 10 | +1  | 9  | Feljutott a főcsoportba  |
| 3.    | Lengyelország (R) | 5 | 3  | 0   | 0  | 2 | 17 | 12 | +5  | 9  |                          |
| 4.    | Ausztria          | 5 | 2  | 1   | 0  | 2 | 11 | 8  | +3  | 8  |                          |
| 5.    | Dél-Korea         | 5 | 2  | 0   | 1  | 2 | 11 | 11 | 0   | 7  |                          |
| 6.    | Japán             | 5 | 0  | 0   | 0  | 5 | 7  | 26 | −19 | 0  | Kiesett a divízió I B-be |

1. 1 2  Olaszország 3–1 Lengyelország

### Mérkőzések
A mérkőzések kezdési időpontjai helyi idő szerint (UTC+2) értendők.
| 2016. április 23. 13:00 | Japán | 1–7 (0–1, 0–4, 1–2) | Szlovénia | Spodek, Katowice Nézőszám: 1300 |

| Jegyzőkönyv | Jegyzőkönyv                    | Jegyzőkönyv                          | Jegyzőkönyv    | Jegyzőkönyv                                                                            |
| --- | ------------------------------ | ------------------------------------ | -------------- | -------------------------------------------------------------------------------------- |
| | Yutaka Fukufuji / Takuto Onoda | Kapusok                              | Robert Kristan | Játékvezetők: Mikko Kaukokari Marian Rohatsch Vonalbírók: Henrik Haurum Anton Semjonov |
| \| \| 0–1 \| 07:35 – Urbas (Pance, Kovačevič) \| \| \| 0–2 \| 21:40 – Urbas (Repe, Verlič) (PP) \| \| \| 0–3 \| 29:31 – Verlič (Urbas, Kristan) (PP) \| \| \| 0–4 \| 33:19 – Mušič (Ograjenšek, Kuralt) \| \| \| 0–5 \| 39:17 – Verlič (Urbas, Pance) \| \| Kuji (Taka. Yamashita) – 54:46 \| 1–5 \| \| \| \| 1–6 \| 57:18 – Ograjenšek (Mušič) \| \| \| 1–7 \| 58:12 – Pance (Urbas, Verlič) \| |                                |                                      |                | Játékvezetők: Mikko Kaukokari Marian Rohatsch Vonalbírók: Henrik Haurum Anton Semjonov |
| 14 perc | Büntetések                     | 8 perc                               |                | Játékvezetők: Mikko Kaukokari Marian Rohatsch Vonalbírók: Henrik Haurum Anton Semjonov |
| 9 | Lövések                        | 29                                   |                | Játékvezetők: Mikko Kaukokari Marian Rohatsch Vonalbírók: Henrik Haurum Anton Semjonov |
| | 0–1                            | 07:35 – Urbas (Pance, Kovačevič)     |                | Játékvezetők: Mikko Kaukokari Marian Rohatsch Vonalbírók: Henrik Haurum Anton Semjonov |
| | 0–2                            | 21:40 – Urbas (Repe, Verlič) (PP)    |                | Játékvezetők: Mikko Kaukokari Marian Rohatsch Vonalbírók: Henrik Haurum Anton Semjonov |
| | 0–3                            | 29:31 – Verlič (Urbas, Kristan) (PP) |                | Játékvezetők: Mikko Kaukokari Marian Rohatsch Vonalbírók: Henrik Haurum Anton Semjonov |
| | 0–4                            | 33:19 – Mušič (Ograjenšek, Kuralt)   |                |                                                                                        |
| | 0–5                            | 39:17 – Verlič (Urbas, Pance)        |                |                                                                                        |
| Kuji (Taka. Yamashita) – 54:46 | 1–5                            |                                      |                |                                                                                        |
| | 1–6                            | 57:18 – Ograjenšek (Mušič)           |                |                                                                                        |
| | 1–7                            | 58:12 – Pance (Urbas, Verlič)        |                |                                                                                        |

| 2016. április 23. 16:30 | Olaszország | 3–1 (1–0, 1–1, 1–0) | Lengyelország | Spodek, Katowice Nézőszám: 8500 |

| Jegyzőkönyv | Jegyzőkönyv     | Jegyzőkönyv                         | Jegyzőkönyv        | Jegyzőkönyv                                                                        |
| --- | --------------- | ----------------------------------- | ------------------ | ---------------------------------------------------------------------------------- |
| | Andreas Bernard | Kapusok                             | Przemysław Odrobny | Játékvezetők: Jonathan Alarie Artur Kulev Vonalbírók: Kriss Kupcus Joep Leermakers |
| \| Ramoser (Gander) – 12:25 \| 1–0 \| \| \| \| 1–1 \| 30:13 – Malasiński (Dronia, Zapała) \| \| Frigo (D. Kostner, S. Kostner) – 36:19 \| 2–1 \| \| \| Larkin (ENG) – 59:58 \| 3–1 \| \| |                 |                                     |                    | Játékvezetők: Jonathan Alarie Artur Kulev Vonalbírók: Kriss Kupcus Joep Leermakers |
| 6 perc | Büntetések      | 12 perc                             |                    | Játékvezetők: Jonathan Alarie Artur Kulev Vonalbírók: Kriss Kupcus Joep Leermakers |
| 33 | Lövések         | 26                                  |                    | Játékvezetők: Jonathan Alarie Artur Kulev Vonalbírók: Kriss Kupcus Joep Leermakers |
| Ramoser (Gander) – 12:25 | 1–0             |                                     |                    | Játékvezetők: Jonathan Alarie Artur Kulev Vonalbírók: Kriss Kupcus Joep Leermakers |
| | 1–1             | 30:13 – Malasiński (Dronia, Zapała) |                    | Játékvezetők: Jonathan Alarie Artur Kulev Vonalbírók: Kriss Kupcus Joep Leermakers |
| Frigo (D. Kostner, S. Kostner) – 36:19 | 2–1             |                                     |                    | Játékvezetők: Jonathan Alarie Artur Kulev Vonalbírók: Kriss Kupcus Joep Leermakers |
| Larkin (ENG) – 59:58 | 3–1             |                                     |                    |                                                                                    |

| 2016. április 23. 20:00 | Dél-Korea | 2–3 (sz.) (1–0, 1–0, 0–2) (h.u.: 0–0) (sz.: 0–1) | Ausztria | Spodek, Katowice Nézőszám: 2000 |

| Jegyzőkönyv | Jegyzőkönyv | Jegyzőkönyv                      | Jegyzőkönyv        | Jegyzőkönyv                                                                   |
| --- | ----------- | -------------------------------- | ------------------ | ----------------------------------------------------------------------------- |
| | Matt Dalton | Kapusok                          | Bernhard Starkbaum | Játékvezetők: Stephen Reneau Robin Šír Vonalbírók: Artur Hyliński Yakov Paley |
| \| Swift – 16:05 \| 1–0 \| \| \| Kim K. (Kim S., Young) – 35:50 \| 2–0 \| \| \| \| 2–1 \| 44:50 – Schlacher (Lebler) (PP2) \| \| \| 2–2 \| 56:05 – M. Geier \| |             |                                  |                    | Játékvezetők: Stephen Reneau Robin Šír Vonalbírók: Artur Hyliński Yakov Paley |
| Swift Shin S. Kim S. | Szétlövés   | Komarek M. Geier                 |                    | Játékvezetők: Stephen Reneau Robin Šír Vonalbírók: Artur Hyliński Yakov Paley |
| 10 perc | Büntetések  | 2 perc                           |                    | Játékvezetők: Stephen Reneau Robin Šír Vonalbírók: Artur Hyliński Yakov Paley |
| 28 | Lövések     | 39                               |                    | Játékvezetők: Stephen Reneau Robin Šír Vonalbírók: Artur Hyliński Yakov Paley |
| Swift – 16:05 | 1–0         |                                  |                    | Játékvezetők: Stephen Reneau Robin Šír Vonalbírók: Artur Hyliński Yakov Paley |
| Kim K. (Kim S., Young) – 35:50 | 2–0         |                                  |                    | Játékvezetők: Stephen Reneau Robin Šír Vonalbírók: Artur Hyliński Yakov Paley |
| | 2–1         | 44:50 – Schlacher (Lebler) (PP2) |                    |                                                                               |
| | 2–2         | 56:05 – M. Geier                 |                    |                                                                               |

| 2016. április 24. 13:00 | Szlovénia | 3–1 (1–0, 0–1, 2–0) | Olaszország | Spodek, Katowice Nézőszám: 2000 |

| Jegyzőkönyv | Jegyzőkönyv    | Jegyzőkönyv                       | Jegyzőkönyv       | Jegyzőkönyv                                                                     |
| --- | -------------- | --------------------------------- | ----------------- | ------------------------------------------------------------------------------- |
| | Gašper Krošelj | Kapusok                           | Frederic Cloutier | Játékvezetők: Trpimir Piragić Robin Šír Vonalbírók: Artur Hyliński Martin Korba |
| \| Repe (Urbas) (PP) – 13:15 \| 1–0 \| \| \| \| 1–1 \| 26:47 – Scandella (Frigo, Helfer) \| \| Jeglič (Kovačevič, Tičar) (PP) – 45:23 \| 2–1 \| \| \| Kovačevič (Tičar, Ograjenšek) (PP, ENG) – 59:33 \| 3–1 \| \| |                |                                   |                   | Játékvezetők: Trpimir Piragić Robin Šír Vonalbírók: Artur Hyliński Martin Korba |
| 4 perc | Büntetések     | 10 perc                           |                   | Játékvezetők: Trpimir Piragić Robin Šír Vonalbírók: Artur Hyliński Martin Korba |
| 40 | Lövések        | 24                                |                   | Játékvezetők: Trpimir Piragić Robin Šír Vonalbírók: Artur Hyliński Martin Korba |
| Repe (Urbas) (PP) – 13:15 | 1–0            |                                   |                   | Játékvezetők: Trpimir Piragić Robin Šír Vonalbírók: Artur Hyliński Martin Korba |
| | 1–1            | 26:47 – Scandella (Frigo, Helfer) |                   | Játékvezetők: Trpimir Piragić Robin Šír Vonalbírók: Artur Hyliński Martin Korba |
| Jeglič (Kovačevič, Tičar) (PP) – 45:23 | 2–1            |                                   |                   | Játékvezetők: Trpimir Piragić Robin Šír Vonalbírók: Artur Hyliński Martin Korba |
| Kovačevič (Tičar, Ograjenšek) (PP, ENG) – 59:33 | 3–1            |                                   |                   |                                                                                 |

| 2016. április 24. 16:30 | Lengyelország | 1–4 (0–0, 0–2, 1–2) | Dél-Korea | Spodek, Katowice Nézőszám: 6500 |

| Jegyzőkönyv | Jegyzőkönyv        | Jegyzőkönyv                   | Jegyzőkönyv | Jegyzőkönyv                                                                            |
| --- | ------------------ | ----------------------------- | ----------- | -------------------------------------------------------------------------------------- |
| | Przemysław Odrobny | Kapusok                       | Matt Dalton | Játékvezetők: Mikko Kaukokari Marian Rohatsch Vonalbírók: Henrik Haurum Anton Semjonov |
| \| \| 0–1 \| 21:24 – Swift (Shin S., Cho) \| \| \| 0–2 \| 24:04 – Swift (Shin S.) \| \| Pasiut – 48:51 \| 1–2 \| \| \| \| 1–3 \| 50:13 – Swift (Lee D., Cho) \| \| \| 1–4 \| 58:45 – Kim S. (Kim K.) (ENG) \| |                    |                               |             | Játékvezetők: Mikko Kaukokari Marian Rohatsch Vonalbírók: Henrik Haurum Anton Semjonov |
| 6 perc | Büntetések         | 4 perc                        |             | Játékvezetők: Mikko Kaukokari Marian Rohatsch Vonalbírók: Henrik Haurum Anton Semjonov |
| 33 | Lövések            | 31                            |             | Játékvezetők: Mikko Kaukokari Marian Rohatsch Vonalbírók: Henrik Haurum Anton Semjonov |
| | 0–1                | 21:24 – Swift (Shin S., Cho)  |             | Játékvezetők: Mikko Kaukokari Marian Rohatsch Vonalbírók: Henrik Haurum Anton Semjonov |
| | 0–2                | 24:04 – Swift (Shin S.)       |             | Játékvezetők: Mikko Kaukokari Marian Rohatsch Vonalbírók: Henrik Haurum Anton Semjonov |
| Pasiut – 48:51 | 1–2                |                               |             | Játékvezetők: Mikko Kaukokari Marian Rohatsch Vonalbírók: Henrik Haurum Anton Semjonov |
| | 1–3                | 50:13 – Swift (Lee D., Cho)   |             |                                                                                        |
| | 1–4                | 58:45 – Kim S. (Kim K.) (ENG) |             |                                                                                        |

| 2016. április 24. 20:00 | Ausztria | 3–1 (1–1, 0–0, 2–0) | Japán | Spodek, Katowice Nézőszám: 1000 |

| Jegyzőkönyv | Jegyzőkönyv        | Jegyzőkönyv                                         | Jegyzőkönyv  | Jegyzőkönyv                                                                       |
| --- | ------------------ | --------------------------------------------------- | ------------ | --------------------------------------------------------------------------------- |
| | Bernhard Starkbaum | Kapusok                                             | Takuto Onoda | Játékvezetők: Artur Kulev Stephen Reneau Vonalbírók: Kriss Kupcus Joep Leermakers |
| \| N. Petrik (S. Geier, Schiechl) – 02:49 \| 1–0 \| \| \| \| 1–1 \| 17:50 – Takahashi (Taka. Yamashita, Nishiwaki) (PP) \| \| Lebler (M. Geier, Herburger) – 43:31 \| 2–1 \| \| \| Herburger (Lebler, M. Geier) – 50:05 \| 3–1 \| \| |                    |                                                     |              | Játékvezetők: Artur Kulev Stephen Reneau Vonalbírók: Kriss Kupcus Joep Leermakers |
| 6 perc | Büntetések         | 2 perc                                              |              | Játékvezetők: Artur Kulev Stephen Reneau Vonalbírók: Kriss Kupcus Joep Leermakers |
| 37 | Lövések            | 27                                                  |              | Játékvezetők: Artur Kulev Stephen Reneau Vonalbírók: Kriss Kupcus Joep Leermakers |
| N. Petrik (S. Geier, Schiechl) – 02:49 | 1–0                |                                                     |              | Játékvezetők: Artur Kulev Stephen Reneau Vonalbírók: Kriss Kupcus Joep Leermakers |
| | 1–1                | 17:50 – Takahashi (Taka. Yamashita, Nishiwaki) (PP) |              | Játékvezetők: Artur Kulev Stephen Reneau Vonalbírók: Kriss Kupcus Joep Leermakers |
| Lebler (M. Geier, Herburger) – 43:31 | 2–1                |                                                     |              | Játékvezetők: Artur Kulev Stephen Reneau Vonalbírók: Kriss Kupcus Joep Leermakers |
| Herburger (Lebler, M. Geier) – 50:05 | 3–1                |                                                     |              |                                                                                   |

| 2016. április 26. 13:00 | Dél-Korea | 3–0 (3–0, 0–0, 0–0) | Japán | Spodek, Katowice Nézőszám: 1500 |

| Jegyzőkönyv | Jegyzőkönyv | Jegyzőkönyv | Jegyzőkönyv                | Jegyzőkönyv                                                                         |
| --- | ----------- | ----------- | -------------------------- | ----------------------------------------------------------------------------------- |
| | Matt Dalton | Kapusok     | Shun Hitomi / Takuto Onoda | Játékvezetők: Jonathan Alarie Mikko Kaukokari Vonalbírók: Martin Korba Kriss Kupcus |
| \| Swift (Lee D.) (PP) – 04:18 \| 1–0 \| \| \| Kim K. (Kim S., Kim W.) – 05:32 \| 2–0 \| \| \| Shin S. (Cho, Shin H.) (PP) – 11:10 \| 3–0 \| \| |             |             |                            | Játékvezetők: Jonathan Alarie Mikko Kaukokari Vonalbírók: Martin Korba Kriss Kupcus |
| 43 perc | Büntetések  | 10 perc     |                            | Játékvezetők: Jonathan Alarie Mikko Kaukokari Vonalbírók: Martin Korba Kriss Kupcus |
| 32 | Lövések     | 29          |                            | Játékvezetők: Jonathan Alarie Mikko Kaukokari Vonalbírók: Martin Korba Kriss Kupcus |
| Swift (Lee D.) (PP) – 04:18 | 1–0         |             |                            | Játékvezetők: Jonathan Alarie Mikko Kaukokari Vonalbírók: Martin Korba Kriss Kupcus |
| Kim K. (Kim S., Kim W.) – 05:32 | 2–0         |             |                            | Játékvezetők: Jonathan Alarie Mikko Kaukokari Vonalbírók: Martin Korba Kriss Kupcus |
| Shin S. (Cho, Shin H.) (PP) – 11:10 | 3–0         |             |                            | Játékvezetők: Jonathan Alarie Mikko Kaukokari Vonalbírók: Martin Korba Kriss Kupcus |

| 2016. április 26. 16:30 | Ausztria | 4–2 (1–0, 2–0, 1–2) | Olaszország | Spodek, Katowice Nézőszám: 1500 |

| Jegyzőkönyv | Jegyzőkönyv        | Jegyzőkönyv                               | Jegyzőkönyv     | Jegyzőkönyv                                                                         |
| --- | ------------------ | ----------------------------------------- | --------------- | ----------------------------------------------------------------------------------- |
| | Bernhard Starkbaum | Kapusok                                   | Andreas Bernard | Játékvezetők: Artur Kulev Trpimir Piragić Vonalbírók: Henrik Haurum Joep Leermakers |
| \| Kristler (Hofer, Ulmer) – 12:21 \| 1–0 \| \| \| Kristler (Hofer) – 30:46 \| 2–0 \| \| \| Komarek (Ulmer, Pallestrang) (PP) – 39:10 \| 3–0 \| \| \| Bacher (Haudum, Schiechl) – 46:16 \| 4–0 \| \| \| \| 4–1 \| 53:09 – Egger (Traversa, D. Kostner) (PP) \| \| \| 4–2 \| 57:24 – Helfer (Hofer, Gander) \| |                    |                                           |                 | Játékvezetők: Artur Kulev Trpimir Piragić Vonalbírók: Henrik Haurum Joep Leermakers |
| 10 perc | Büntetések         | 6 perc                                    |                 | Játékvezetők: Artur Kulev Trpimir Piragić Vonalbírók: Henrik Haurum Joep Leermakers |
| 26 | Lövések            | 22                                        |                 | Játékvezetők: Artur Kulev Trpimir Piragić Vonalbírók: Henrik Haurum Joep Leermakers |
| Kristler (Hofer, Ulmer) – 12:21 | 1–0                |                                           |                 | Játékvezetők: Artur Kulev Trpimir Piragić Vonalbírók: Henrik Haurum Joep Leermakers |
| Kristler (Hofer) – 30:46 | 2–0                |                                           |                 | Játékvezetők: Artur Kulev Trpimir Piragić Vonalbírók: Henrik Haurum Joep Leermakers |
| Komarek (Ulmer, Pallestrang) (PP) – 39:10 | 3–0                |                                           |                 | Játékvezetők: Artur Kulev Trpimir Piragić Vonalbírók: Henrik Haurum Joep Leermakers |
| Bacher (Haudum, Schiechl) – 46:16 | 4–0                |                                           |                 |                                                                                     |
| | 4–1                | 53:09 – Egger (Traversa, D. Kostner) (PP) |                 |                                                                                     |
| | 4–2                | 57:24 – Helfer (Hofer, Gander)            |                 |                                                                                     |

| 2016. április 26. 20:00 | Szlovénia | 1–4 (1–1, 0–3, 0–0) | Lengyelország | Spodek, Katowice Nézőszám: 6500 |

| Jegyzőkönyv | Jegyzőkönyv                     | Jegyzőkönyv                           | Jegyzőkönyv        | Jegyzőkönyv                                                                         |
| --- | ------------------------------- | ------------------------------------- | ------------------ | ----------------------------------------------------------------------------------- |
| | Robert Kristan / Gašper Krošelj | Kapusok                               | Rafał Radziszewski | Játékvezetők: Stephen Reneau Marian Rohatsch Vonalbírók: Yakov Paley Anton Semjonov |
| \| \| 0–1 \| 03:54 – Malasiński (Dronia) \| \| Jeglič (Sabolič) (PP) – 06:50 \| 1–1 \| \| \| \| 1–2 \| 23:48 – Łopuski (Wronka, Kolusz) (PP) \| \| \| 1–3 \| 27:39 – Malasiński (Wronka, Bryk) \| \| \| 1–4 \| 38:09 – Malasiński (Pociecha, Zapała) \| |                                 |                                       |                    | Játékvezetők: Stephen Reneau Marian Rohatsch Vonalbírók: Yakov Paley Anton Semjonov |
| 8 perc | Büntetések                      | 16 perc                               |                    | Játékvezetők: Stephen Reneau Marian Rohatsch Vonalbírók: Yakov Paley Anton Semjonov |
| 33 | Lövések                         | 26                                    |                    | Játékvezetők: Stephen Reneau Marian Rohatsch Vonalbírók: Yakov Paley Anton Semjonov |
| | 0–1                             | 03:54 – Malasiński (Dronia)           |                    | Játékvezetők: Stephen Reneau Marian Rohatsch Vonalbírók: Yakov Paley Anton Semjonov |
| Jeglič (Sabolič) (PP) – 06:50 | 1–1                             |                                       |                    | Játékvezetők: Stephen Reneau Marian Rohatsch Vonalbírók: Yakov Paley Anton Semjonov |
| | 1–2                             | 23:48 – Łopuski (Wronka, Kolusz) (PP) |                    | Játékvezetők: Stephen Reneau Marian Rohatsch Vonalbírók: Yakov Paley Anton Semjonov |
| | 1–3                             | 27:39 – Malasiński (Wronka, Bryk)     |                    |                                                                                     |
| | 1–4                             | 38:09 – Malasiński (Pociecha, Zapała) |                    |                                                                                     |

| 2016. április 27. 13:00 | Japán | 1–3 (1–1, 0–2, 0–0) | Olaszország | Spodek, Katowice Nézőszám: 1500 |

| Jegyzőkönyv | Jegyzőkönyv  | Jegyzőkönyv                            | Jegyzőkönyv       | Jegyzőkönyv                                                                           |
| --- | ------------ | -------------------------------------- | ----------------- | ------------------------------------------------------------------------------------- |
| | Takuto Onoda | Kapusok                                | Frederic Cloutier | Játékvezetők: Stephen Reneau Marian Rohatsch Vonalbírók: Henrik Haurum Artur Hyliński |
| \| Kuji (Obara, Takahashi) – 08:48 \| 1–0 \| \| \| \| 1–1 \| 13:20 – S. Kostner (Frigo, Hofer) \| \| \| 1–2 \| 27:29 – Bernard (Gander) \| \| \| 1–3 \| 37:16 – Ramoser (Scandella, Marchetti) \| |              |                                        |                   | Játékvezetők: Stephen Reneau Marian Rohatsch Vonalbírók: Henrik Haurum Artur Hyliński |
| 4 perc | Büntetések   | 6 perc                                 |                   | Játékvezetők: Stephen Reneau Marian Rohatsch Vonalbírók: Henrik Haurum Artur Hyliński |
| 25 | Lövések      | 39                                     |                   | Játékvezetők: Stephen Reneau Marian Rohatsch Vonalbírók: Henrik Haurum Artur Hyliński |
| Kuji (Obara, Takahashi) – 08:48 | 1–0          |                                        |                   | Játékvezetők: Stephen Reneau Marian Rohatsch Vonalbírók: Henrik Haurum Artur Hyliński |
| | 1–1          | 13:20 – S. Kostner (Frigo, Hofer)      |                   | Játékvezetők: Stephen Reneau Marian Rohatsch Vonalbírók: Henrik Haurum Artur Hyliński |
| | 1–2          | 27:29 – Bernard (Gander)               |                   | Játékvezetők: Stephen Reneau Marian Rohatsch Vonalbírók: Henrik Haurum Artur Hyliński |
| | 1–3          | 37:16 – Ramoser (Scandella, Marchetti) |                   |                                                                                       |

| 2016. április 27. 16:30 | Szlovénia | 5–1 (2–1, 2–0, 1–0) | Dél-Korea | Spodek, Katowice Nézőszám: 2500 |

| Jegyzőkönyv | Jegyzőkönyv    | Jegyzőkönyv             | Jegyzőkönyv | Jegyzőkönyv                                                                 |
| --- | -------------- | ----------------------- | ----------- | --------------------------------------------------------------------------- |
| | Gašper Krošelj | Kapusok                 | Matt Dalton | Játékvezetők: Artur Kulev Robin Šir Vonalbírók: Joep Leermakers Yakov Paley |
| \| \| 0–1 \| 00:40 – Kim K. (Kim S.) \| \| Sabolič (Kovačević) (PP) – 08:59 \| 1–1 \| \| \| Kuralt (Ograjenšek, Pretnar) – 19:31 \| 2–1 \| \| \| Mušič (Kuralt, Ograjenšek) – 26:32 \| 3–1 \| \| \| Tičar (Jeglič) – 34:21 \| 4–1 \| \| \| Pretnar (Hebar, Kuralt) – 51:31 \| 5–1 \| \| |                |                         |             | Játékvezetők: Artur Kulev Robin Šir Vonalbírók: Joep Leermakers Yakov Paley |
| 12 perc | Büntetések     | 14 perc                 |             | Játékvezetők: Artur Kulev Robin Šir Vonalbírók: Joep Leermakers Yakov Paley |
| 26 | Lövések        | 26                      |             | Játékvezetők: Artur Kulev Robin Šir Vonalbírók: Joep Leermakers Yakov Paley |
| | 0–1            | 00:40 – Kim K. (Kim S.) |             | Játékvezetők: Artur Kulev Robin Šir Vonalbírók: Joep Leermakers Yakov Paley |
| Sabolič (Kovačević) (PP) – 08:59 | 1–1            |                         |             | Játékvezetők: Artur Kulev Robin Šir Vonalbírók: Joep Leermakers Yakov Paley |
| Kuralt (Ograjenšek, Pretnar) – 19:31 | 2–1            |                         |             | Játékvezetők: Artur Kulev Robin Šir Vonalbírók: Joep Leermakers Yakov Paley |
| Mušič (Kuralt, Ograjenšek) – 26:32 | 3–1            |                         |             |                                                                             |
| Tičar (Jeglič) – 34:21 | 4–1            |                         |             |                                                                             |
| Pretnar (Hebar, Kuralt) – 51:31 | 5–1            |                         |             |                                                                             |

| 2016. április 27. 20:00 | Lengyelország | 1–0 (1–0, 0–0, 0–0) | Ausztria | Spodek, Katowice Nézőszám: 7500 |

| Jegyzőkönyv                                  | Jegyzőkönyv        | Jegyzőkönyv | Jegyzőkönyv        | Jegyzőkönyv                                                                          |
| -------------------------------------------- | ------------------ | ----------- | ------------------ | ------------------------------------------------------------------------------------ |
|                                              | Przemysław Odrobny | Kapusok     | Bernhard Starkbaum | Játékvezetők: Jonathan Alarie Trpimir Piragić Vonalbírók: Martin Korba Kriss Kupcusk |
| \| Pasiut (Chmielewski) – 12:34 \| 1–0 \| \| |                    |             |                    | Játékvezetők: Jonathan Alarie Trpimir Piragić Vonalbírók: Martin Korba Kriss Kupcusk |
| 20 perc                                      | Büntetések         | 18 perc     |                    | Játékvezetők: Jonathan Alarie Trpimir Piragić Vonalbírók: Martin Korba Kriss Kupcusk |
| 27                                           | Lövések            | 29          |                    | Játékvezetők: Jonathan Alarie Trpimir Piragić Vonalbírók: Martin Korba Kriss Kupcusk |
| Pasiut (Chmielewski) – 12:34                 | 1–0                |             |                    | Játékvezetők: Jonathan Alarie Trpimir Piragić Vonalbírók: Martin Korba Kriss Kupcusk |

| 2016. április 29. 13:00 | Olaszország | 2–1 (1–0, 0–0, 1–1) | Dél-Korea | Spodek, Katowice Nézőszám: 2500 |

| Jegyzőkönyv | Jegyzőkönyv     | Jegyzőkönyv                         | Jegyzőkönyv | Jegyzőkönyv                                                                          |
| --- | --------------- | ----------------------------------- | ----------- | ------------------------------------------------------------------------------------ |
| | Andreas Bernard | Kapusok                             | Matt Dalton | Játékvezetők: Trpimir Piragić Stephen Reneau Vonalbírók: Artur Hyliński Martin Korba |
| \| Ramoser (Larkin, Scandella) (PP) – 02:38 \| 1–0 \| \| \| Tudin – 54:35 \| 2–0 \| \| \| \| 2–1 \| 56:13 – Regan (Kim W., Kim K.) (EA) \| |                 |                                     |             | Játékvezetők: Trpimir Piragić Stephen Reneau Vonalbírók: Artur Hyliński Martin Korba |
| 8 perc | Büntetések      | 10 perc                             |             | Játékvezetők: Trpimir Piragić Stephen Reneau Vonalbírók: Artur Hyliński Martin Korba |
| 29 | Lövések         | 27                                  |             | Játékvezetők: Trpimir Piragić Stephen Reneau Vonalbírók: Artur Hyliński Martin Korba |
| Ramoser (Larkin, Scandella) (PP) – 02:38                                                                                                   | 1–0             |                                     |             | Játékvezetők: Trpimir Piragić Stephen Reneau Vonalbírók: Artur Hyliński Martin Korba |
| Tudin – 54:35 | 2–0             |                                     |             | Játékvezetők: Trpimir Piragić Stephen Reneau Vonalbírók: Artur Hyliński Martin Korba |
| | 2–1             | 56:13 – Regan (Kim W., Kim K.) (EA) |             | Játékvezetők: Trpimir Piragić Stephen Reneau Vonalbírók: Artur Hyliński Martin Korba |

| 2016. április 29. 16:30 | Ausztria | 1–2 (1–1, 0–1, 0–0) | Szlovénia | Spodek, Katowice Nézőszám: 4000 |

| Jegyzőkönyv | Jegyzőkönyv        | Jegyzőkönyv                              | Jegyzőkönyv    | Jegyzőkönyv                                                                             |
| --- | ------------------ | ---------------------------------------- | -------------- | --------------------------------------------------------------------------------------- |
| | Bernhard Starkbaum | Kapusok                                  | Gašper Krošelj | Játékvezetők: Mikko Kaukokari Marian Rohatsch Vonalbírók: Henrik Haurum Joep Leermakers |
| \| Komarek (Schlacher) (PP) – 05:49 \| 1–0 \| \| \| \| 1–1 \| 10:58 – Sabolić (Jeglič, Tičar) \| \| \| 1–2 \| 27:29 – Ograjenšek (Mušić, Pretnar) (PP) \| |                    |                                          |                | Játékvezetők: Mikko Kaukokari Marian Rohatsch Vonalbírók: Henrik Haurum Joep Leermakers |
| 33 perc | Büntetések         | 8 perc                                   |                | Játékvezetők: Mikko Kaukokari Marian Rohatsch Vonalbírók: Henrik Haurum Joep Leermakers |
| 27 | Lövések            | 23                                       |                | Játékvezetők: Mikko Kaukokari Marian Rohatsch Vonalbírók: Henrik Haurum Joep Leermakers |
| Komarek (Schlacher) (PP) – 05:49 | 1–0                |                                          |                | Játékvezetők: Mikko Kaukokari Marian Rohatsch Vonalbírók: Henrik Haurum Joep Leermakers |
| | 1–1                | 10:58 – Sabolić (Jeglič, Tičar)          |                | Játékvezetők: Mikko Kaukokari Marian Rohatsch Vonalbírók: Henrik Haurum Joep Leermakers |
| | 1–2                | 27:29 – Ograjenšek (Mušić, Pretnar) (PP) |                | Játékvezetők: Mikko Kaukokari Marian Rohatsch Vonalbírók: Henrik Haurum Joep Leermakers |

| 2016. április 29. 20:00 | Lengyelország | 10–4 (6–1, 1–1, 3–2) | Japán | Spodek, Katowice Nézőszám: 8500 |

| Jegyzőkönyv | Jegyzőkönyv        | Jegyzőkönyv                                | Jegyzőkönyv                | Jegyzőkönyv                                                                    |
| --- | ------------------ | ------------------------------------------ | -------------------------- | ------------------------------------------------------------------------------ |
| | Przemysław Odrobny | Kapusok                                    | Takuto Onoda / Shun Hitomi | Játékvezetők: Jonathan Alarie Robin Šír Vonalbírók: Yakov Paley Anton Semjonov |
| \| Wronka (Bychawski, Zapała) – 00:50 \| 1–0 \| \| \| Chmielewski (Pasiut, Łopuski) (PP) – 03:58 \| 2–0 \| \| \| Malasiński (Zapała, Kruczek) (SH) – 06:42 \| 3–0 \| \| \| Kruczek (Dziubiński) – 10:35 \| 4–0 \| \| \| Pasiut (SH) – 12:27 \| 5–0 \| \| \| Dziubiński (Kolusz) – 17:52 \| 6–0 \| \| \| \| 6–1 \| 19:56 – Ueno (Takahashi, Taka. Yamashita) \| \| Bagiński (Kotlorz, Bychawski) – 23:15 \| 7–1 \| \| \| \| 7–2 \| 25:47 – Kawai (Haga, Yanadori) (PP) \| \| \| 7–3 \| 41:39 – Obara (Terao) \| \| Chmielewski (Dronia, Kruczek) (PP) – 44:00 \| 8–3 \| \| \| \| 8–4 \| 44:46 – Nishiwaki (Takahashi, Tanaka) (PP) \| \| Dronia (Zapała) – 55:34 \| 9–4 \| \| \| Wajda (Borzęcki, Wronka) (PP) – 59:48 \| 10–4 \| \| |                    |                                            |                            | Játékvezetők: Jonathan Alarie Robin Šír Vonalbírók: Yakov Paley Anton Semjonov |
| 10 perc | Büntetések         | 12 perc                                    |                            | Játékvezetők: Jonathan Alarie Robin Šír Vonalbírók: Yakov Paley Anton Semjonov |
| 51 | Lövések            | 22                                         |                            | Játékvezetők: Jonathan Alarie Robin Šír Vonalbírók: Yakov Paley Anton Semjonov |
| Wronka (Bychawski, Zapała) – 00:50 | 1–0                |                                            |                            | Játékvezetők: Jonathan Alarie Robin Šír Vonalbírók: Yakov Paley Anton Semjonov |
| Chmielewski (Pasiut, Łopuski) (PP) – 03:58 | 2–0                |                                            |                            | Játékvezetők: Jonathan Alarie Robin Šír Vonalbírók: Yakov Paley Anton Semjonov |
| Malasiński (Zapała, Kruczek) (SH) – 06:42 | 3–0                |                                            |                            | Játékvezetők: Jonathan Alarie Robin Šír Vonalbírók: Yakov Paley Anton Semjonov |
| Kruczek (Dziubiński) – 10:35 | 4–0                |                                            |                            |                                                                                |
| Pasiut (SH) – 12:27 | 5–0                |                                            |                            |                                                                                |
| Dziubiński (Kolusz) – 17:52 | 6–0                |                                            |                            |                                                                                |
| | 6–1                | 19:56 – Ueno (Takahashi, Taka. Yamashita)  |                            |                                                                                |
| Bagiński (Kotlorz, Bychawski) – 23:15 | 7–1                |                                            |                            |                                                                                |
| | 7–2                | 25:47 – Kawai (Haga, Yanadori) (PP)        |                            |                                                                                |
| | 7–3                | 41:39 – Obara (Terao)                      |                            |                                                                                |
| Chmielewski (Dronia, Kruczek) (PP) – 44:00 | 8–3                |                                            |                            |                                                                                |
| | 8–4                | 44:46 – Nishiwaki (Takahashi, Tanaka) (PP) |                            |                                                                                |
| Dronia (Zapała) – 55:34 | 9–4                |                                            |                            |                                                                                |
| Wajda (Borzęcki, Wronka) (PP) – 59:48 | 10–4               |                                            |                            |                                                                                |

## B csoport

### Résztvevők
| Csapat         | Kvalifikáció módja                                                |
| -------------- | ----------------------------------------------------------------- |
| Ukrajna        | A 2015-ös divízió I A csoportjának 6. helyén végzett, kiesett.    |
| Nagy-Britannia | A 2015-ös divízió I B csoportjának 2. helyén végzett.             |
| Litvánia       | A 2015-ös divízió I B csoportjának 3. helyén végzett.             |
| Horvátország   | Rendező, a 2015-ös divízió I B csoportjának 4. helyén végzett.    |
| Észtország     | A 2015-ös divízió I B csoportjának 5. helyén végzett.             |
| Románia        | A 2015-ös divízió II A csoportjának 1. helyén végzett, feljutott. |

### Tabella
| Hely. | Csapat           | M | Gy | HGy | HV | V | G+ | G– | Gk  | P  | Feljutás vagy kiesés       |
| ----- | ---------------- | - | -- | --- | -- | - | -- | -- | --- | -- | -------------------------- |
| 1.    | Ukrajna          | 5 | 4  | 0   | 0  | 1 | 20 | 6  | +14 | 12 | Feljutott a divízió I A-ba |
| 2.    | Nagy-Britannia   | 5 | 3  | 1   | 0  | 1 | 23 | 7  | +16 | 11 |                            |
| 3.    | Litvánia         | 5 | 3  | 0   | 1  | 1 | 15 | 14 | +1  | 10 |                            |
| 4.    | Horvátország (R) | 5 | 2  | 1   | 0  | 2 | 21 | 17 | +4  | 8  |                            |
| 5.    | Észtország       | 5 | 1  | 0   | 1  | 3 | 12 | 23 | −11 | 4  |                            |
| 6.    | Románia          | 5 | 0  | 0   | 0  | 5 | 8  | 32 | −24 | 0  | Kiesett a divízió II A-ba  |

### Mérkőzések
A mérkőzések kezdési időpontjai helyi idő szerint (UTC+2) értendők.
| 2016. április 17. 13:00 | Észtország | 2–7 (1–2, 1–4, 0–1) | Litvánia | Dom Sportova, Zágráb Nézőszám: 95 |

| Jegyzőkönyv | Jegyzőkönyv                             | Jegyzőkönyv                               | Jegyzőkönyv     | Jegyzőkönyv                                                         |
| --- | --------------------------------------- | ----------------------------------------- | --------------- | ------------------------------------------------------------------- |
| | Villem-Henrik Koitmaa / Daniil Seppenen | Kapusok                                   | Artur Pavliukov | Játékvezető: Jimmy Bergamelli Vonalbírók: Vanja Belić Damir Rakovič |
| \| Rooba (Petrov, Makrov) – 10:49 \| 1–0 \| \| \| \| 1–1 \| 14:24 – Baltrukonis (Bendžius, Gintautas) \| \| \| 1–2 \| 16:43 – Čižas (Ališauskas) \| \| \| 1–3 \| 23:24 – Bogdziul (Bosas) (SH) \| \| Rooba (PS) – 26:38 \| 2–3 \| \| \| \| 2–4 \| 28:06 – Ališauskas (Verenis) (PP) \| \| \| 2–5 \| 32:15 – Gintautas (Baltrukonis) \| \| \| 2–6 \| 37:39 – Ališauskas (Kumeliauskas) (PP) \| \| \| 2–7 \| 49:31 – Gintautas (Baltrukonis) (SH) \| |                                         |                                           |                 | Játékvezető: Jimmy Bergamelli Vonalbírók: Vanja Belić Damir Rakovič |
| 6 perc | Büntetések                              | 14 perc                                   |                 | Játékvezető: Jimmy Bergamelli Vonalbírók: Vanja Belić Damir Rakovič |
| 30 | Lövések                                 | 30                                        |                 | Játékvezető: Jimmy Bergamelli Vonalbírók: Vanja Belić Damir Rakovič |
| Rooba (Petrov, Makrov) – 10:49 | 1–0                                     |                                           |                 | Játékvezető: Jimmy Bergamelli Vonalbírók: Vanja Belić Damir Rakovič |
| | 1–1                                     | 14:24 – Baltrukonis (Bendžius, Gintautas) |                 | Játékvezető: Jimmy Bergamelli Vonalbírók: Vanja Belić Damir Rakovič |
| | 1–2                                     | 16:43 – Čižas (Ališauskas)                |                 | Játékvezető: Jimmy Bergamelli Vonalbírók: Vanja Belić Damir Rakovič |
| | 1–3                                     | 23:24 – Bogdziul (Bosas) (SH)             |                 |                                                                     |
| Rooba (PS) – 26:38 | 2–3                                     |                                           |                 |                                                                     |
| | 2–4                                     | 28:06 – Ališauskas (Verenis) (PP)         |                 |                                                                     |
| | 2–5                                     | 32:15 – Gintautas (Baltrukonis)           |                 |                                                                     |
| | 2–6                                     | 37:39 – Ališauskas (Kumeliauskas) (PP)    |                 |                                                                     |
| | 2–7                                     | 49:31 – Gintautas (Baltrukonis) (SH)      |                 |                                                                     |

| 2016. április 17. 16:30 | Románia | 1–6 (1–2, 0–1, 0–3) | Ukrajna | Dom Sportova, Zágráb Nézőszám: 200 |

| Jegyzőkönyv | Jegyzőkönyv    | Jegyzőkönyv                                  | Jegyzőkönyv         | Jegyzőkönyv                                                               |
| --- | -------------- | -------------------------------------------- | ------------------- | ------------------------------------------------------------------------- |
| | Ruczuj Gellért | Kapusok                                      | Eduard Zakharchenko | Játékvezető: Manuel Nikolic Vonalbírók: Tomislav Grozaj Shunsuke Ichikawa |
| \| \| 0–1 \| 05:10 – Petrangovsky (Gnidenko) \| \| \| 0–2 \| 11:28 – Gavryk (Chernyshenko) \| \| Péter (Papp, Mihály) (PP) – 16:18 \| 1–2 \| \| \| \| 1–3 \| 27:54 – Gavryk (Tymchenko) \| \| \| 1–4 \| 42:24 – Pobyedonostsev (Mikhnov, Shafarenko) \| \| \| 1–5 \| 44:03 – Zakharov (Babynets) \| \| \| 1–6 \| 48:07 – Gnidenko (Bondaryev) (SH) \| |                |                                              |                     | Játékvezető: Manuel Nikolic Vonalbírók: Tomislav Grozaj Shunsuke Ichikawa |
| 8 perc | Büntetések     | 12 perc                                      |                     | Játékvezető: Manuel Nikolic Vonalbírók: Tomislav Grozaj Shunsuke Ichikawa |
| 12 | Lövések        | 48                                           |                     | Játékvezető: Manuel Nikolic Vonalbírók: Tomislav Grozaj Shunsuke Ichikawa |
| | 0–1            | 05:10 – Petrangovsky (Gnidenko)              |                     | Játékvezető: Manuel Nikolic Vonalbírók: Tomislav Grozaj Shunsuke Ichikawa |
| | 0–2            | 11:28 – Gavryk (Chernyshenko)                |                     | Játékvezető: Manuel Nikolic Vonalbírók: Tomislav Grozaj Shunsuke Ichikawa |
| Péter (Papp, Mihály) (PP) – 16:18 | 1–2            |                                              |                     | Játékvezető: Manuel Nikolic Vonalbírók: Tomislav Grozaj Shunsuke Ichikawa |
| | 1–3            | 27:54 – Gavryk (Tymchenko)                   |                     |                                                                           |
| | 1–4            | 42:24 – Pobyedonostsev (Mikhnov, Shafarenko) |                     |                                                                           |
| | 1–5            | 44:03 – Zakharov (Babynets)                  |                     |                                                                           |
| | 1–6            | 48:07 – Gnidenko (Bondaryev) (SH)            |                     |                                                                           |

| 2016. április 17. 20:00 | Horvátország | 1–4 (1–1, 0–2, 0–1) | Nagy-Britannia | Dom Sportova, Zágráb Nézőszám: 2600 |

| Jegyzőkönyv | Jegyzőkönyv      | Jegyzőkönyv                        | Jegyzőkönyv | Jegyzőkönyv                                                            |
| --- | ---------------- | ---------------------------------- | ----------- | ---------------------------------------------------------------------- |
| | Mate Tomljenović | Kapusok                            | Ben Bowns   | Játékvezető: Mikael Holm Vonalbírók: Franco Espinoza Markus Hägerström |
| \| \| 0–1 \| 11:27 – Dowd (O'Connor, Farmer) \| \| Blagus (Jarčov, Jačmenjak) (PP2) – 14:05 \| 1–1 \| \| \| \| 1–2 \| 24:12 – Weaver (Shields, Dowd) \| \| \| 1–3 \| 35:43 – Peacock (Tait, Richardson) \| \| \| 1–4 \| 48:29 – Shields (O'Connor, Dowd) \| |                  |                                    |             | Játékvezető: Mikael Holm Vonalbírók: Franco Espinoza Markus Hägerström |
| 22 perc | Büntetések       | 26 perc                            |             | Játékvezető: Mikael Holm Vonalbírók: Franco Espinoza Markus Hägerström |
| 14 | Lövések          | 29                                 |             | Játékvezető: Mikael Holm Vonalbírók: Franco Espinoza Markus Hägerström |
| | 0–1              | 11:27 – Dowd (O'Connor, Farmer)    |             | Játékvezető: Mikael Holm Vonalbírók: Franco Espinoza Markus Hägerström |
| Blagus (Jarčov, Jačmenjak) (PP2) – 14:05 | 1–1              |                                    |             | Játékvezető: Mikael Holm Vonalbírók: Franco Espinoza Markus Hägerström |
| | 1–2              | 24:12 – Weaver (Shields, Dowd)     |             | Játékvezető: Mikael Holm Vonalbírók: Franco Espinoza Markus Hägerström |
| | 1–3              | 35:43 – Peacock (Tait, Richardson) |             |                                                                        |
| | 1–4              | 48:29 – Shields (O'Connor, Dowd)   |             |                                                                        |

| 2016. április 18. 13:00 | Litvánia | 5–1 (2–1, 1–0, 2–0) | Románia | Dom Sportova, Zágráb Nézőszám: 100 |

| Jegyzőkönyv | Jegyzőkönyv     | Jegyzőkönyv             | Jegyzőkönyv | Jegyzőkönyv                                                              |
| --- | --------------- | ----------------------- | ----------- | ------------------------------------------------------------------------ |
| | Artur Pavliukov | Kapusok                 | Onodi Ottó  | Játékvezető: Daniel Gamper Vonalbírók: Tomislav Grozaj Markus Hägerström |
| \| Verenis (Čižas, Jasinevičius) – 05:30 \| 1–0 \| \| \| Kieras (Ališauskas, Kumeliauskas) (PP) – 10:33 \| 2–0 \| \| \| \| 2–1 \| 14:17 – Lőrincz (Fodor) \| \| Alisaukas (Kieras, Bosas) (PP) – 29:28 \| 3–1 \| \| \| Bosas (Bogdziul, Kumeliauskas) – 40:20 \| 4–1 \| \| \| Katulis (Čižas, Fiščevas) (PP) – 58:04 \| 5–1 \| \| |                 |                         |             | Játékvezető: Daniel Gamper Vonalbírók: Tomislav Grozaj Markus Hägerström |
| 10 perc | Büntetések      | 14 perc                 |             | Játékvezető: Daniel Gamper Vonalbírók: Tomislav Grozaj Markus Hägerström |
| 37 | Lövések         | 19                      |             | Játékvezető: Daniel Gamper Vonalbírók: Tomislav Grozaj Markus Hägerström |
| Verenis (Čižas, Jasinevičius) – 05:30 | 1–0             |                         |             | Játékvezető: Daniel Gamper Vonalbírók: Tomislav Grozaj Markus Hägerström |
| Kieras (Ališauskas, Kumeliauskas) (PP) – 10:33 | 2–0             |                         |             | Játékvezető: Daniel Gamper Vonalbírók: Tomislav Grozaj Markus Hägerström |
| | 2–1             | 14:17 – Lőrincz (Fodor) |             | Játékvezető: Daniel Gamper Vonalbírók: Tomislav Grozaj Markus Hägerström |
| Alisaukas (Kieras, Bosas) (PP) – 29:28 | 3–1             |                         |             |                                                                          |
| Bosas (Bogdziul, Kumeliauskas) – 40:20 | 4–1             |                         |             |                                                                          |
| Katulis (Čižas, Fiščevas) (PP) – 58:04 | 5–1             |                         |             |                                                                          |

| 2016. április 18. 16:30 | Nagy-Britannia | 4–3 (h.u.) (2–1, 1–1, 0–1) (h.u.: 1–0) | Észtország | Dom Sportova, Zágráb Nézőszám: 455 |

| Jegyzőkönyv | Jegyzőkönyv | Jegyzőkönyv                         | Jegyzőkönyv           | Jegyzőkönyv                                                      |
| --- | ----------- | ----------------------------------- | --------------------- | ---------------------------------------------------------------- |
| | Ben Bowns   | Kapusok                             | Villem-Henrik Koitmaa | Játékvezető: Mikael Holm Vonalbírók: Vanja Belić Franco Espinoza |
| \| Peacock (Cowley) – 00:26 \| 1–0 \| \| \| Cowley (Dowd, O'Connor) – 12:43 \| 2–0 \| \| \| \| 2–1 \| 13:10 – Petrov (Lahesalu, Rooba) \| \| Cowley (Tait) – 20:55 \| 3–1 \| \| \| \| 3–2 \| 33:11 – Petrov (Lahesalu) \| \| \| 3–3 \| 53:05 – Makrov (Petrov, Rooba) (PP) \| \| Dowd (Weaver) (PP) – 63:22 \| 4–3 \| \| |             |                                     |                       | Játékvezető: Mikael Holm Vonalbírók: Vanja Belić Franco Espinoza |
| 22 perc | Büntetések  | 4 perc                              |                       | Játékvezető: Mikael Holm Vonalbírók: Vanja Belić Franco Espinoza |
| 37 | Lövések     | 28                                  |                       | Játékvezető: Mikael Holm Vonalbírók: Vanja Belić Franco Espinoza |
| Peacock (Cowley) – 00:26 | 1–0         |                                     |                       | Játékvezető: Mikael Holm Vonalbírók: Vanja Belić Franco Espinoza |
| Cowley (Dowd, O'Connor) – 12:43 | 2–0         |                                     |                       | Játékvezető: Mikael Holm Vonalbírók: Vanja Belić Franco Espinoza |
| | 2–1         | 13:10 – Petrov (Lahesalu, Rooba)    |                       | Játékvezető: Mikael Holm Vonalbírók: Vanja Belić Franco Espinoza |
| Cowley (Tait) – 20:55 | 3–1         |                                     |                       |                                                                  |
| | 3–2         | 33:11 – Petrov (Lahesalu)           |                       |                                                                  |
| | 3–3         | 53:05 – Makrov (Petrov, Rooba) (PP) |                       |                                                                  |
| Dowd (Weaver) (PP) – 63:22 | 4–3         |                                     |                       |                                                                  |

| 2016. április 18. 20:00 | Ukrajna | 4–1 (2–1, 2–0, 0–0) | Horvátország | Dom Sportova, Zágráb Nézőszám: 1500 |

| Jegyzőkönyv | Jegyzőkönyv         | Jegyzőkönyv              | Jegyzőkönyv      | Jegyzőkönyv                                                          |
| --- | ------------------- | ------------------------ | ---------------- | -------------------------------------------------------------------- |
| | Eduard Zakharchenko | Kapusok                  | Mate Tomljenović | Játékvezető: Jimmy Bergamelli Vonalbírók: Park Jun-soo Damir Rakovič |
| \| Chernyshenko – 02:28 \| 1–0 \| \| \| Isayenko (Petrangovsky) – 14:39 \| 2–0 \| \| \| \| 2–1 \| 18:06 – Mikulić (Jarčov) \| \| Zakharov (Babynets) – 20:13 \| 3–1 \| \| \| Shafarenko (Mikhnov, Aleksyuk) (PP2) – 26:10 \| 4–1 \| \| |                     |                          |                  | Játékvezető: Jimmy Bergamelli Vonalbírók: Park Jun-soo Damir Rakovič |
| 14 perc | Büntetések          | 50 perc                  |                  | Játékvezető: Jimmy Bergamelli Vonalbírók: Park Jun-soo Damir Rakovič |
| 28 | Lövések             | 33                       |                  | Játékvezető: Jimmy Bergamelli Vonalbírók: Park Jun-soo Damir Rakovič |
| Chernyshenko – 02:28 | 1–0                 |                          |                  | Játékvezető: Jimmy Bergamelli Vonalbírók: Park Jun-soo Damir Rakovič |
| Isayenko (Petrangovsky) – 14:39 | 2–0                 |                          |                  | Játékvezető: Jimmy Bergamelli Vonalbírók: Park Jun-soo Damir Rakovič |
| | 2–1                 | 18:06 – Mikulić (Jarčov) |                  | Játékvezető: Jimmy Bergamelli Vonalbírók: Park Jun-soo Damir Rakovič |
| Zakharov (Babynets) – 20:13 | 3–1                 |                          |                  |                                                                      |
| Shafarenko (Mikhnov, Aleksyuk) (PP2) – 26:10 | 4–1                 |                          |                  |                                                                      |

| 2016. április 20. 13:00 | Ukrajna | 7–1 (2–0, 2–1, 3–0) | Észtország | Dom Sportova, Zágráb Nézőszám: 120 |

| Jegyzőkönyv | Jegyzőkönyv                             | Jegyzőkönyv       | Jegyzőkönyv     | Jegyzőkönyv                                                         |
| --- | --------------------------------------- | ----------------- | --------------- | ------------------------------------------------------------------- |
| | Eduard Zakharchenko / Mykhailo Shevchuk | Kapusok           | Daniil Seppenen | Játékvezető: Manuel Nikolic Vonalbírók: Vanja Belić Franco Espinoza |
| \| Gavryk (Tymchenko, Aleksyuk) – 05:03 \| 1–0 \| \| \| Blagy (Petrukhno) – 14:12 \| 2–0 \| \| \| \| 2–1 \| 22:57– Rooba (PS) \| \| Mikhnov (Andreikiv, Shafarenko) – 36:25 \| 3–1 \| \| \| Tymchenko (Gavryk) – 36:56 \| 4–1 \| \| \| Petrangovsky (Romanenko) – 44:34 \| 5–1 \| \| \| Mikhnov (Shafarenko) (PP) – 50:38 \| 6–1 \| \| \| Bondaryev (Babynets) – 55:08 \| 7–1 \| \| |                                         |                   |                 | Játékvezető: Manuel Nikolic Vonalbírók: Vanja Belić Franco Espinoza |
| 6 perc | Büntetések                              | 4 perc            |                 | Játékvezető: Manuel Nikolic Vonalbírók: Vanja Belić Franco Espinoza |
| 35 | Lövések                                 | 29                |                 | Játékvezető: Manuel Nikolic Vonalbírók: Vanja Belić Franco Espinoza |
| Gavryk (Tymchenko, Aleksyuk) – 05:03 | 1–0                                     |                   |                 | Játékvezető: Manuel Nikolic Vonalbírók: Vanja Belić Franco Espinoza |
| Blagy (Petrukhno) – 14:12 | 2–0                                     |                   |                 | Játékvezető: Manuel Nikolic Vonalbírók: Vanja Belić Franco Espinoza |
| | 2–1                                     | 22:57– Rooba (PS) |                 | Játékvezető: Manuel Nikolic Vonalbírók: Vanja Belić Franco Espinoza |
| Mikhnov (Andreikiv, Shafarenko) – 36:25 | 3–1                                     |                   |                 |                                                                     |
| Tymchenko (Gavryk) – 36:56 | 4–1                                     |                   |                 |                                                                     |
| Petrangovsky (Romanenko) – 44:34 | 5–1                                     |                   |                 |                                                                     |
| Mikhnov (Shafarenko) (PP) – 50:38 | 6–1                                     |                   |                 |                                                                     |
| Bondaryev (Babynets) – 55:08 | 7–1                                     |                   |                 |                                                                     |

| 2016. április 20. 16:30 | Nagy-Britannia | 8–0 (2–0, 6–0, 0–0) | Litvánia | Dom Sportova, Zágráb Nézőszám: 450 |

| Jegyzőkönyv | Jegyzőkönyv | Jegyzőkönyv | Jegyzőkönyv                       | Jegyzőkönyv                                                          |
| --- | ----------- | ----------- | --------------------------------- | -------------------------------------------------------------------- |
| | Ben Bowns   | Kapusok     | Artur Pavliukov / Donatas Žukovas | Játékvezető: Jimmy Bergamelli Vonalbírók: Park Jun-soo Damir Rakovič |
| \| Phillips (SH) – 08:34 \| 1–0 \| \| \| Tait (Cowley, Phillips) – 17:29 \| 2–0 \| \| \| Venus (Cowley) – 20:13 \| 3–0 \| \| \| Lachowicz (Phillips) – 24:52 \| 4–0 \| \| \| O'Connor (Peacock, Weaver) (PP) – 30:42 \| 5–0 \| \| \| Boxill (Lachowicz, Phillips) – 31:05 \| 6–0 \| \| \| Cowley (Venus, O'Connor) – 36:15 \| 7–0 \| \| \| Shields (O'Connor, Mosey) (PP) – 39:00 \| 8–0 \| \| |             |             |                                   | Játékvezető: Jimmy Bergamelli Vonalbírók: Park Jun-soo Damir Rakovič |
| 10 perc | Büntetések  | 16 perc     |                                   | Játékvezető: Jimmy Bergamelli Vonalbírók: Park Jun-soo Damir Rakovič |
| 44 | Lövések     | 10          |                                   | Játékvezető: Jimmy Bergamelli Vonalbírók: Park Jun-soo Damir Rakovič |
| Phillips (SH) – 08:34 | 1–0         |             |                                   | Játékvezető: Jimmy Bergamelli Vonalbírók: Park Jun-soo Damir Rakovič |
| Tait (Cowley, Phillips) – 17:29 | 2–0         |             |                                   | Játékvezető: Jimmy Bergamelli Vonalbírók: Park Jun-soo Damir Rakovič |
| Venus (Cowley) – 20:13 | 3–0         |             |                                   | Játékvezető: Jimmy Bergamelli Vonalbírók: Park Jun-soo Damir Rakovič |
| Lachowicz (Phillips) – 24:52 | 4–0         |             |                                   |                                                                      |
| O'Connor (Peacock, Weaver) (PP) – 30:42 | 5–0         |             |                                   |                                                                      |
| Boxill (Lachowicz, Phillips) – 31:05 | 6–0         |             |                                   |                                                                      |
| Cowley (Venus, O'Connor) – 36:15 | 7–0         |             |                                   |                                                                      |
| Shields (O'Connor, Mosey) (PP) – 39:00 | 8–0         |             |                                   |                                                                      |

| 2016. április 20. 20:00 | Románia | 5–12 (1–3, 2–4, 2–5) | Horvátország | Dom Sportova, Zágráb Nézőszám: 1650 |

| Jegyzőkönyv | Jegyzőkönyv                 | Jegyzőkönyv                            | Jegyzőkönyv                       | Jegyzőkönyv                                                                |
| --- | --------------------------- | -------------------------------------- | --------------------------------- | -------------------------------------------------------------------------- |
| | Ruczuj Gellért / Onodi Ottó | Kapusok                                | Mate Tomljenović / Vilim Rosandič | Játékvezető: Daniel Gamper Vonalbírók: Markus Hägerström Shunsuke Ichikawa |
| \| \| 0–1 \| 01:06 – Jačmenjak (Blagus, Rendulić) \| \| \| 0–2 \| 07:11 – Miličić (Tadić, Brine) \| \| Lőrincz (Molnár, Zsók) – 16:11 \| 1–2 \| \| \| \| 1–3 \| 16:18 – Janković (Jarčov, Puzić) \| \| Péter (SH) – 23:50 \| 2–3 \| \| \| \| 2–4 \| 25:34 – Rendulić (Jačmenjak) (PP) \| \| \| 2–5 \| 27:04 – Jarčov (Janković) \| \| \| 2–6 \| 30:49 – Brine (Glumac) (PP) \| \| Fodor (Timaru, Csergő) – 32:27 \| 3–6 \| \| \| \| 3–7 \| 36:25 – Janković (Mikulić) \| \| \| 3–8 \| 40:11 – Glumac \| \| Csergő (Zsók, Nagy) – 48:50 \| 4–8 \| \| \| Fodor (Csergő, Timaru) – 49:39 \| 5–8 \| \| \| \| 5–9 \| 50:23 – Miličić (Glumac, Brine) \| \| \| 5–10 \| 50:43 – Šakić (Mirić) \| \| \| 5–11 \| 53:05 – Blagus (Rendulić) \| \| \| 5–12 \| 53:40 – MacAulay (Rendulić, Perkovich) \| |                             |                                        |                                   | Játékvezető: Daniel Gamper Vonalbírók: Markus Hägerström Shunsuke Ichikawa |
| 12 perc | Büntetések                  | 35 perc                                |                                   | Játékvezető: Daniel Gamper Vonalbírók: Markus Hägerström Shunsuke Ichikawa |
| 30 | Lövések                     | 36                                     |                                   | Játékvezető: Daniel Gamper Vonalbírók: Markus Hägerström Shunsuke Ichikawa |
| | 0–1                         | 01:06 – Jačmenjak (Blagus, Rendulić)   |                                   | Játékvezető: Daniel Gamper Vonalbírók: Markus Hägerström Shunsuke Ichikawa |
| | 0–2                         | 07:11 – Miličić (Tadić, Brine)         |                                   | Játékvezető: Daniel Gamper Vonalbírók: Markus Hägerström Shunsuke Ichikawa |
| Lőrincz (Molnár, Zsók) – 16:11 | 1–2                         |                                        |                                   | Játékvezető: Daniel Gamper Vonalbírók: Markus Hägerström Shunsuke Ichikawa |
| | 1–3                         | 16:18 – Janković (Jarčov, Puzić)       |                                   |                                                                            |
| Péter (SH) – 23:50 | 2–3                         |                                        |                                   |                                                                            |
| | 2–4                         | 25:34 – Rendulić (Jačmenjak) (PP)      |                                   |                                                                            |
| | 2–5                         | 27:04 – Jarčov (Janković)              |                                   |                                                                            |
| | 2–6                         | 30:49 – Brine (Glumac) (PP)            |                                   |                                                                            |
| Fodor (Timaru, Csergő) – 32:27 | 3–6                         |                                        |                                   |                                                                            |
| | 3–7                         | 36:25 – Janković (Mikulić)             |                                   |                                                                            |
| | 3–8                         | 40:11 – Glumac                         |                                   |                                                                            |
| Csergő (Zsók, Nagy) – 48:50 | 4–8                         |                                        |                                   |                                                                            |
| Fodor (Csergő, Timaru) – 49:39 | 5–8                         |                                        |                                   |                                                                            |
| | 5–9                         | 50:23 – Miličić (Glumac, Brine)        |                                   |                                                                            |
| | 5–10                        | 50:43 – Šakić (Mirić)                  |                                   |                                                                            |
| | 5–11                        | 53:05 – Blagus (Rendulić)              |                                   |                                                                            |
| | 5–12                        | 53:40 – MacAulay (Rendulić, Perkovich) |                                   |                                                                            |

| 2016. április 22. 13:00 | Nagy-Britannia | 6–1 (2–0, 2–0, 2–1) | Románia | Dom Sportova, Zágráb Nézőszám: 400 |

| Jegyzőkönyv | Jegyzőkönyv | Jegyzőkönyv                      | Jegyzőkönyv | Jegyzőkönyv                                                              |
| --- | ----------- | -------------------------------- | ----------- | ------------------------------------------------------------------------ |
| | Ben Bowns   | Kapusok                          | Onodi Ottó  | Játékvezető: Daniel Gamper Vonalbírók: Franco Espinoza Shunsuke Ichikawa |
| \| Phillips (Lachowicz, Boxill) – 03:15 \| 1–0 \| \| \| Boxill (Phillips) – 10:52 \| 2–0 \| \| \| Farmer (Myers, Dowd) (PP) – 23:00 \| 3–0 \| \| \| Shields (O'Connor, Weaver) (PP) – 33:19 \| 4–0 \| \| \| Myers (Clarke) – 48:51 \| 5–0 \| \| \| Weaver (Clarke, O'Connor) (PP) – 54:13 \| 6–0 \| \| \| \| 6–1 \| 55:17 – Moldován (Mihály, Salló) \| |             |                                  |             | Játékvezető: Daniel Gamper Vonalbírók: Franco Espinoza Shunsuke Ichikawa |
| 6 perc | Büntetések  | 14 perc                          |             | Játékvezető: Daniel Gamper Vonalbírók: Franco Espinoza Shunsuke Ichikawa |
| 58 | Lövések     | 11                               |             | Játékvezető: Daniel Gamper Vonalbírók: Franco Espinoza Shunsuke Ichikawa |
| Phillips (Lachowicz, Boxill) – 03:15 | 1–0         |                                  |             | Játékvezető: Daniel Gamper Vonalbírók: Franco Espinoza Shunsuke Ichikawa |
| Boxill (Phillips) – 10:52 | 2–0         |                                  |             | Játékvezető: Daniel Gamper Vonalbírók: Franco Espinoza Shunsuke Ichikawa |
| Farmer (Myers, Dowd) (PP) – 23:00 | 3–0         |                                  |             | Játékvezető: Daniel Gamper Vonalbírók: Franco Espinoza Shunsuke Ichikawa |
| Shields (O'Connor, Weaver) (PP) – 33:19 | 4–0         |                                  |             |                                                                          |
| Myers (Clarke) – 48:51 | 5–0         |                                  |             |                                                                          |
| Weaver (Clarke, O'Connor) (PP) – 54:13 | 6–0         |                                  |             |                                                                          |
| | 6–1         | 55:17 – Moldován (Mihály, Salló) |             |                                                                          |

| 2016. április 22. 16:30 | Litvánia | 2–1 (0–0, 0–1, 2–0) | Ukrajna | Dom Sportova, Zágráb Nézőszám: 350 |

| Jegyzőkönyv | Jegyzőkönyv     | Jegyzőkönyv                  | Jegyzőkönyv         | Jegyzőkönyv                                                      |
| --- | --------------- | ---------------------------- | ------------------- | ---------------------------------------------------------------- |
| | Artur Pavliukov | Kapusok                      | Eduard Zakharchenko | Játékvezető: Mikael Holm Vonalbírók: Vanja Belić Tomislav Grozaj |
| \| \| 0–1 \| 36:07 – Petrangovsky (Kicha) \| \| Čižas (Verenis, Katulis) (PP) – 42:22 \| 1–1 \| \| \| Kumeliauskas (Bogdziul, Bosas) – 50:02 \| 2–1 \| \| |                 |                              |                     | Játékvezető: Mikael Holm Vonalbírók: Vanja Belić Tomislav Grozaj |
| 6 perc | Büntetések      | 6 perc                       |                     | Játékvezető: Mikael Holm Vonalbírók: Vanja Belić Tomislav Grozaj |
| 27 | Lövések         | 32                           |                     | Játékvezető: Mikael Holm Vonalbírók: Vanja Belić Tomislav Grozaj |
| | 0–1             | 36:07 – Petrangovsky (Kicha) |                     | Játékvezető: Mikael Holm Vonalbírók: Vanja Belić Tomislav Grozaj |
| Čižas (Verenis, Katulis) (PP) – 42:22 | 1–1             |                              |                     | Játékvezető: Mikael Holm Vonalbírók: Vanja Belić Tomislav Grozaj |
| Kumeliauskas (Bogdziul, Bosas) – 50:02 | 2–1             |                              |                     | Játékvezető: Mikael Holm Vonalbírók: Vanja Belić Tomislav Grozaj |

| 2016. április 22. 20:00 | Horvátország | 5–3 (1–2, 3–1, 1–0) | Észtország | Dom Sportova, Zágráb Nézőszám: 2800 |

| Jegyzőkönyv | Jegyzőkönyv    | Jegyzőkönyv                    | Jegyzőkönyv           | Jegyzőkönyv                                                            |
| --- | -------------- | ------------------------------ | --------------------- | ---------------------------------------------------------------------- |
| | Vilim Rosandić | Kapusok                        | Villem-Henrik Koitmaa | Játékvezető: Manuel Nikolic Vonalbírók: Markus Hägerström Park Jun-soo |
| \| \| 0–1 \| 03:23 – Makrov (Petrov, Rooba) \| \| \| 0–2 \| 05:20 – Rooba (Makrov) \| \| Rendulić (Tadić, Janković) – 15:21 \| 1–2 \| \| \| Perkovich (Jačmenjak, Rendulić) (EA) – 30:07 \| 2–2 \| \| \| Perkovich (Rendulić, Puzić) – 36:49 \| 3–2 \| \| \| Glumac (Puzić, Brine) (PP) – 38:23 \| 4–2 \| \| \| \| 4–3 \| 39:59 – Sibirtsev (SH) \| \| Glumac (Kegalj) (ENG) – 59:10 \| 5–3 \| \| |                |                                |                       | Játékvezető: Manuel Nikolic Vonalbírók: Markus Hägerström Park Jun-soo |
| 8 perc | Büntetések     | 10 perc                        |                       | Játékvezető: Manuel Nikolic Vonalbírók: Markus Hägerström Park Jun-soo |
| 40 | Lövések        | 27                             |                       | Játékvezető: Manuel Nikolic Vonalbírók: Markus Hägerström Park Jun-soo |
| | 0–1            | 03:23 – Makrov (Petrov, Rooba) |                       | Játékvezető: Manuel Nikolic Vonalbírók: Markus Hägerström Park Jun-soo |
| | 0–2            | 05:20 – Rooba (Makrov)         |                       | Játékvezető: Manuel Nikolic Vonalbírók: Markus Hägerström Park Jun-soo |
| Rendulić (Tadić, Janković) – 15:21 | 1–2            |                                |                       | Játékvezető: Manuel Nikolic Vonalbírók: Markus Hägerström Park Jun-soo |
| Perkovich (Jačmenjak, Rendulić) (EA) – 30:07 | 2–2            |                                |                       |                                                                        |
| Perkovich (Rendulić, Puzić) – 36:49 | 3–2            |                                |                       |                                                                        |
| Glumac (Puzić, Brine) (PP) – 38:23 | 4–2            |                                |                       |                                                                        |
| | 4–3            | 39:59 – Sibirtsev (SH)         |                       |                                                                        |
| Glumac (Kegalj) (ENG) – 59:10 | 5–3            |                                |                       |                                                                        |

| 2016. április 23. 13:00 | Ukrajna | 2–1 (0–0, 0–1, 2–0) | Nagy-Britannia | Dom Sportova, Zágráb Nézőszám: 500 |

| Jegyzőkönyv | Jegyzőkönyv         | Jegyzőkönyv                            | Jegyzőkönyv | Jegyzőkönyv                                                            |
| --- | ------------------- | -------------------------------------- | ----------- | ---------------------------------------------------------------------- |
| | Eduard Zakharchenko | Kapusok                                | Ben Bowns   | Játékvezető: Mikael Holm Vonalbírók: Franco Espinoza Markus Hägerström |
| \| \| 0–1 \| 21:54 – J. Phillips (Batch, Lachowicz) \| \| Chernyshenko (Gavryk) – 44:25 \| 1–1 \| \| \| Pobedonostsev (Shafarenko, Gavryk) – 56:04 \| 2–1 \| \| |                     |                                        |             | Játékvezető: Mikael Holm Vonalbírók: Franco Espinoza Markus Hägerström |
| 6 perc | Büntetések          | 8 perc                                 |             | Játékvezető: Mikael Holm Vonalbírók: Franco Espinoza Markus Hägerström |
| 23 | Lövések             | 28                                     |             | Játékvezető: Mikael Holm Vonalbírók: Franco Espinoza Markus Hägerström |
| | 0–1                 | 21:54 – J. Phillips (Batch, Lachowicz) |             | Játékvezető: Mikael Holm Vonalbírók: Franco Espinoza Markus Hägerström |
| Chernyshenko (Gavryk) – 44:25 | 1–1                 |                                        |             | Játékvezető: Mikael Holm Vonalbírók: Franco Espinoza Markus Hägerström |
| Pobedonostsev (Shafarenko, Gavryk) – 56:04 | 2–1                 |                                        |             | Játékvezető: Mikael Holm Vonalbírók: Franco Espinoza Markus Hägerström |

| 2016. április 23. 16:30 | Észtország | 3–0 (0–0, 3–0, 0–0) | Románia | Dom Sportova, Zágráb Nézőszám: 200 |

| Jegyzőkönyv | Jegyzőkönyv           | Jegyzőkönyv | Jegyzőkönyv | Jegyzőkönyv                                                                 |
| --- | --------------------- | ----------- | ----------- | --------------------------------------------------------------------------- |
| | Villem-Henrik Koitmaa | Kapusok     | Onodi Ottó  | Játékvezető: Jimmy Bergamelli Vonalbírók: Tomislav Grozaj Shunsuke Ichikawa |
| \| Andrejev (Titarenko) – 31:51 \| 1–0 \| \| \| Makrov (Petrov, Rooba) – 38:13 \| 2–0 \| \| \| Vasjonkin (PS) – 39:59 \| 3–0 \| \| |                       |             |             | Játékvezető: Jimmy Bergamelli Vonalbírók: Tomislav Grozaj Shunsuke Ichikawa |
| 4 perc | Büntetések            | 10 perc     |             | Játékvezető: Jimmy Bergamelli Vonalbírók: Tomislav Grozaj Shunsuke Ichikawa |
| 35 | Lövések               | 20          |             | Játékvezető: Jimmy Bergamelli Vonalbírók: Tomislav Grozaj Shunsuke Ichikawa |
| Andrejev (Titarenko) – 31:51 | 1–0                   |             |             | Játékvezető: Jimmy Bergamelli Vonalbírók: Tomislav Grozaj Shunsuke Ichikawa |
| Makrov (Petrov, Rooba) – 38:13 | 2–0                   |             |             | Játékvezető: Jimmy Bergamelli Vonalbírók: Tomislav Grozaj Shunsuke Ichikawa |
| Vasjonkin (PS) – 39:59 | 3–0                   |             |             | Játékvezető: Jimmy Bergamelli Vonalbírók: Tomislav Grozaj Shunsuke Ichikawa |

| 2016. április 23. 20:00 | Litvánia | 1–2 (sz.) (0–1, 0–0, 1–0) (h.u.: 0–0) (sz.: 0–1) | Horvátország | Dom Sportova, Zágráb Nézőszám: 2500 |

| Jegyzőkönyv                                                                                                 | Jegyzőkönyv     | Jegyzőkönyv                          | Jegyzőkönyv    | Jegyzőkönyv                                                        |
| --- | --------------- | ------------------------------------ | -------------- | ------------------------------------------------------------------ |
| | Artur Pavliukov | Kapusok                              | Vilim Rosandič | Játékvezető: Manuel Nikolic Vonalbírók: Park Jun-soo Damir Rakovič |
| \| \| 0–1 \| 19:11 – Glumac (Brine, MacAulay (PP) \| \| Kumeliauskas (Bogdziul, Bosas) – 54:19 \| 1–1 \| \| |                 |                                      |                | Játékvezető: Manuel Nikolic Vonalbírók: Park Jun-soo Damir Rakovič |
| Bosas Kumeiauskas Katulis                                                                                   | Szétlövés       | Rendulić Janković Glumac             |                | Játékvezető: Manuel Nikolic Vonalbírók: Park Jun-soo Damir Rakovič |
| 38 perc | Büntetések      | 16 perc                              |                | Játékvezető: Manuel Nikolic Vonalbírók: Park Jun-soo Damir Rakovič |
| 24 | Lövések         | 38                                   |                | Játékvezető: Manuel Nikolic Vonalbírók: Park Jun-soo Damir Rakovič |
| | 0–1             | 19:11 – Glumac (Brine, MacAulay (PP) |                | Játékvezető: Manuel Nikolic Vonalbírók: Park Jun-soo Damir Rakovič |
| Kumeliauskas (Bogdziul, Bosas) – 54:19                                                                      | 1–1             |                                      |                | Játékvezető: Manuel Nikolic Vonalbírók: Park Jun-soo Damir Rakovič |